# Güstrow (distrito)
Güstrow é um distrito (kreis ou landkreis) da Alemanha localizado no estado de Meclemburgo-Pomerânia Ocidental.

## Cidades e municípios
| Cidades (livres)      |
| 1. Güstrow 2. Teterow |

| Ämter - Associações municipais | Ämter - Associações municipais | Ämter - Associações municipais |
| --- | --- | --- |
| - 1. Bützow Land 1. Baumgarten 2. Bernitt 3. Bützow1, 2 4. Dreetz 5. Jürgenshagen 6. Klein Belitz 7. Penzin 8. Rühn 9. Steinhagen 10. Tarnow 11. Warnow 12. Zepelin - 2. Gnoien 1. Altkalen 2. Behren-Lübchin 3. Boddin 4. Finkenthal 5. Gnoien1, 2 6. Lühburg 7. Walkendorf 8. Wasdow | - 3. Güstrow-Land (sede: Güstrow) 1. Glasewitz 2. Groß Schwiesow 3. Gülzow-Prüzen 4. Gutow 5. Klein Upahl 6. Kuhs 7. Lohmen 8. Lüssow 9. Mistorf 10. Mühl Rosin 11. Plaaz 12. Reimershagen 13. Sarmstorf 14. Zehna - 4. Krakow am See 1. Dobbin-Linstow 2. Hoppenrade 3. Krakow am See1, 2 4. Kuchelmiß 5. Lalendorf 6. Langhagen | - 5. Laage 1. Diekhof 2. Dolgen am See 3. Hohen Sprenz 4. Laage1, 2 5. Wardow - 6. Mecklenburgische Schweiz (sede: Teterow) 1. Alt Sührkow 2. Dahmen 3. Dalkendorf 4. Groß Roge 5. Groß Wokern 6. Groß Wüstenfelde 7. Hohen Demzin 8. Jördenstorf 9. Lelkendorf 10. Prebberede 11. Schorssow 12. Schwasdorf 13. Sukow-Levitzow 14. Thürkow 15. Warnkenhagen |
| 1sede; 2cidade | | |